# Dessia
Dessia est une ancienne commune française située dans le sud du département du Jura en région Bourgogne-Franche-Comté.
Le 1er janvier 2017, elle fusionne avec Lains et Montagna-le-Templier pour former la commune nouvelle de Montlainsia.

## Géographie
Dessia est un petit village qui comprend un hameau, Les Granges de Dessia, situé sur le canton de Saint Julien sur Suran et compris dans le territoire de la Communauté de communes de la Petite Montagne (Jura). La commune s'étend sur 4,6 km2.

## Toponymie
Le nom de la commune a autrefois été orthographié Dessiat ou encore Deissia.

## Économie
Le village de Dessia à une activité exclusivement agricole. En effet, à ce jour 4 exploitations agricoles sont présentes, dans le but de produire du lait avec des vaches Montbéliardes, pour ensuite fabriquer un excellent fromage, le comté. Pour cela le lait est récupéré toutes les nuits par un camion spécial, puis dirigé sur les coopératives fromagère de Saint Julien sur Suran et de Nantey.

## Histoire
En 1822, Dessia absorbe la commune des Granges-de-Dessia.

## Politique et administration
| Période                                  | Période  | Identité       | Étiquette | Qualité |
| ---------------------------------------- | -------- | -------------- | --------- | ------- |
| avant 1988                               | 2008     | Bernard Fillod |           |         |
| mars 2008                                | 2009     | Claude Perrod  |           |         |
| 2009                                     | En cours | Pascal Féau    | SE        | Artisan |
| Les données manquantes sont à compléter. |          |                |           |         |

## Démographie
L'évolution du nombre d'habitants est connue à travers les recensements de la population effectués dans la commune depuis 1793. À partir du 1er janvier 2009, les populations légales des communes sont publiées annuellement dans le cadre d'un recensement qui repose désormais sur une collecte d'information annuelle, concernant successivement tous les territoires communaux au cours d'une période de cinq ans. 
Pour les communes de moins de 10 000 habitants, une enquête de recensement portant sur toute la population est réalisée tous les cinq ans, les populations légales des années intermédiaires étant quant à elles estimées par interpolation ou extrapolation. Pour la commune, le premier recensement exhaustif entrant dans le cadre du nouveau dispositif a été réalisé en 2007,.
En 2014, la commune comptait 60 habitants, en évolution de −25,93 % par rapport à 2009 (Jura : −0,23 %, France hors Mayotte : +2,49 %).
| 1793 | 1800 | 1806 | 1821 | 1831 | 1836 | 1841 | 1846 | 1851 |
| ---- | ---- | ---- | ---- | ---- | ---- | ---- | ---- | ---- |
| 177  | 169  | 176  | 157  | 285  | 259  | 252  | 277  | 244  |

| 1856 | 1861 | 1866 | 1872 | 1876 | 1881 | 1886 | 1891 | 1896 |
| ---- | ---- | ---- | ---- | ---- | ---- | ---- | ---- | ---- |
| 232  | 228  | 220  | 190  | 200  | 185  | 178  | 177  | 164  |

| 1901 | 1906 | 1911 | 1921 | 1926 | 1931 | 1936 | 1946 | 1954 |
| ---- | ---- | ---- | ---- | ---- | ---- | ---- | ---- | ---- |
| 161  | 163  | 151  | 111  | 117  | 92   | 100  | 93   | 77   |

| 1962 | 1968 | 1975 | 1982 | 1990 | 1999 | 2007 | 2012 | 2014 |
| ---- | ---- | ---- | ---- | ---- | ---- | ---- | ---- | ---- |
| 83   | 83   | 83   | 72   | 61   | 70   | 80   | 61   | 60   |

## Lieux et monuments
Vue panoramique :
À quelques minutes à pied du village sur le plateau de Zamur (vers les relais télé et le réservoir d'eau potable), une vue magnifique s'offre à vous par temps dégagé sur les vallées alentour.
La tour de Dramelay :

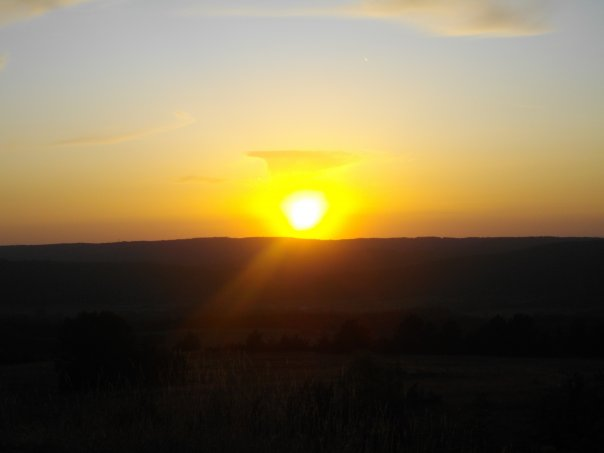
Coucher de soleil observé depuis le plateau de Zamur, à Dessia

À voir également, la tour de Dramelay, monument en ruine datant du XIIIe siècle, à proximité de celle-ci les ruines de l'ancien village de Dramelay.
Site castral chargé d'histoire situé en plein milieu de la forêt, pour y accéder sortie du village de Dessia direction Arinthod.

## Assainissement
Dessia-bourg et le hameau des Granges de Dessia sont principalement en assainissement collectif.
Les stations d'épuration ont été réhabilitées récemment.

## Galerie

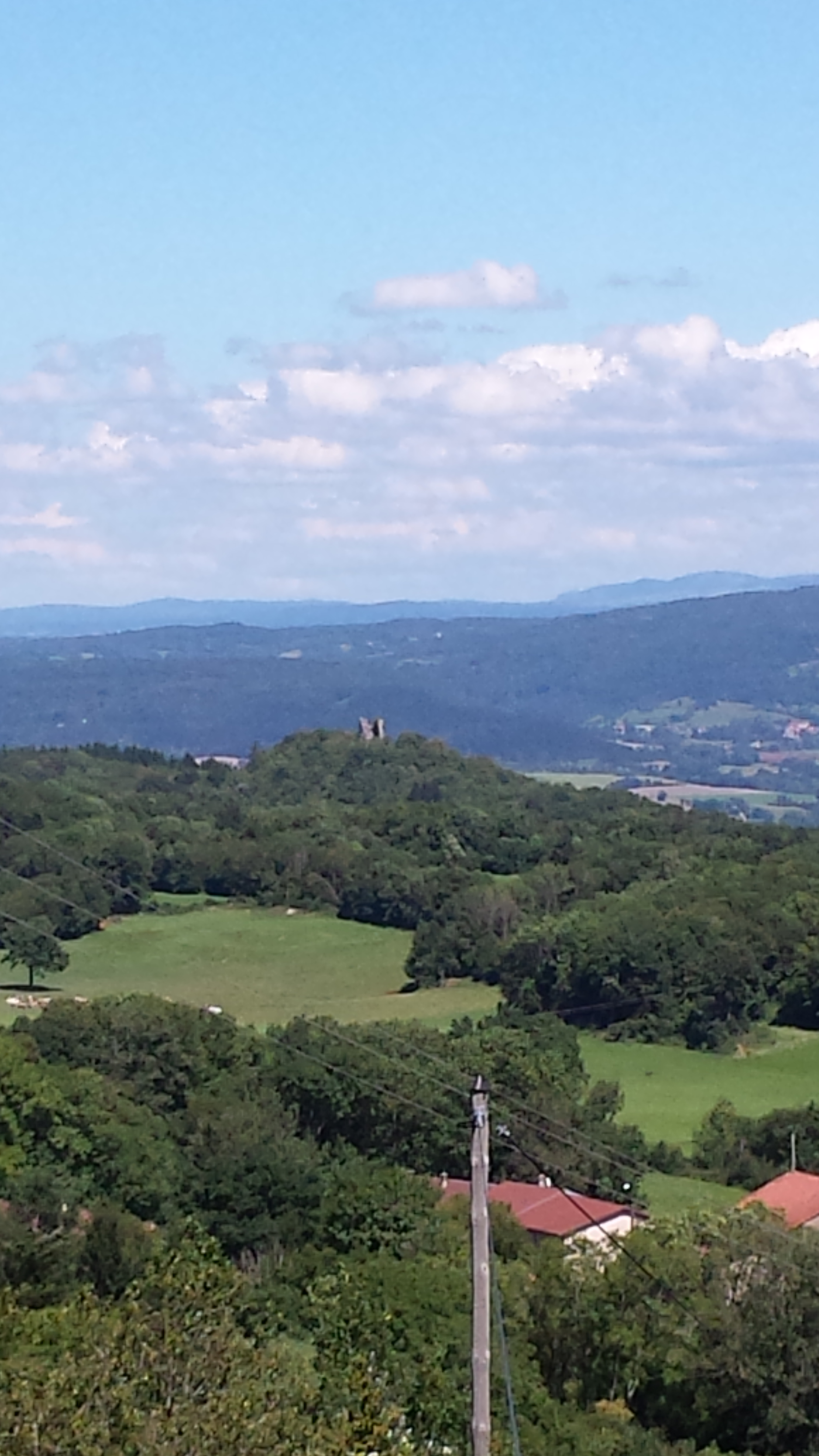
Vue sur la tour de Dramelay depuis le plateau de Zamur
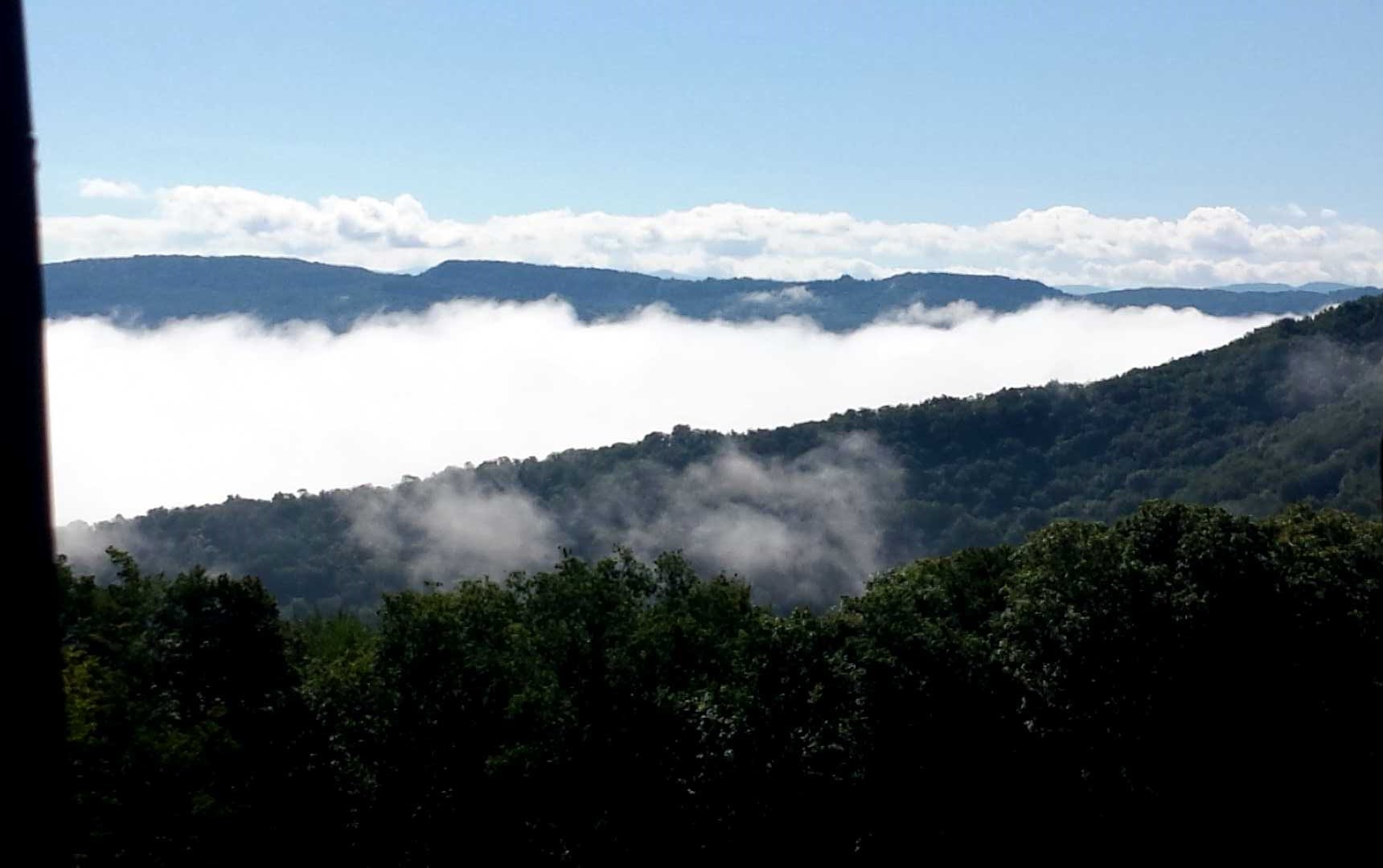
Vue sur la vallée de la Valouse depuis Dessia
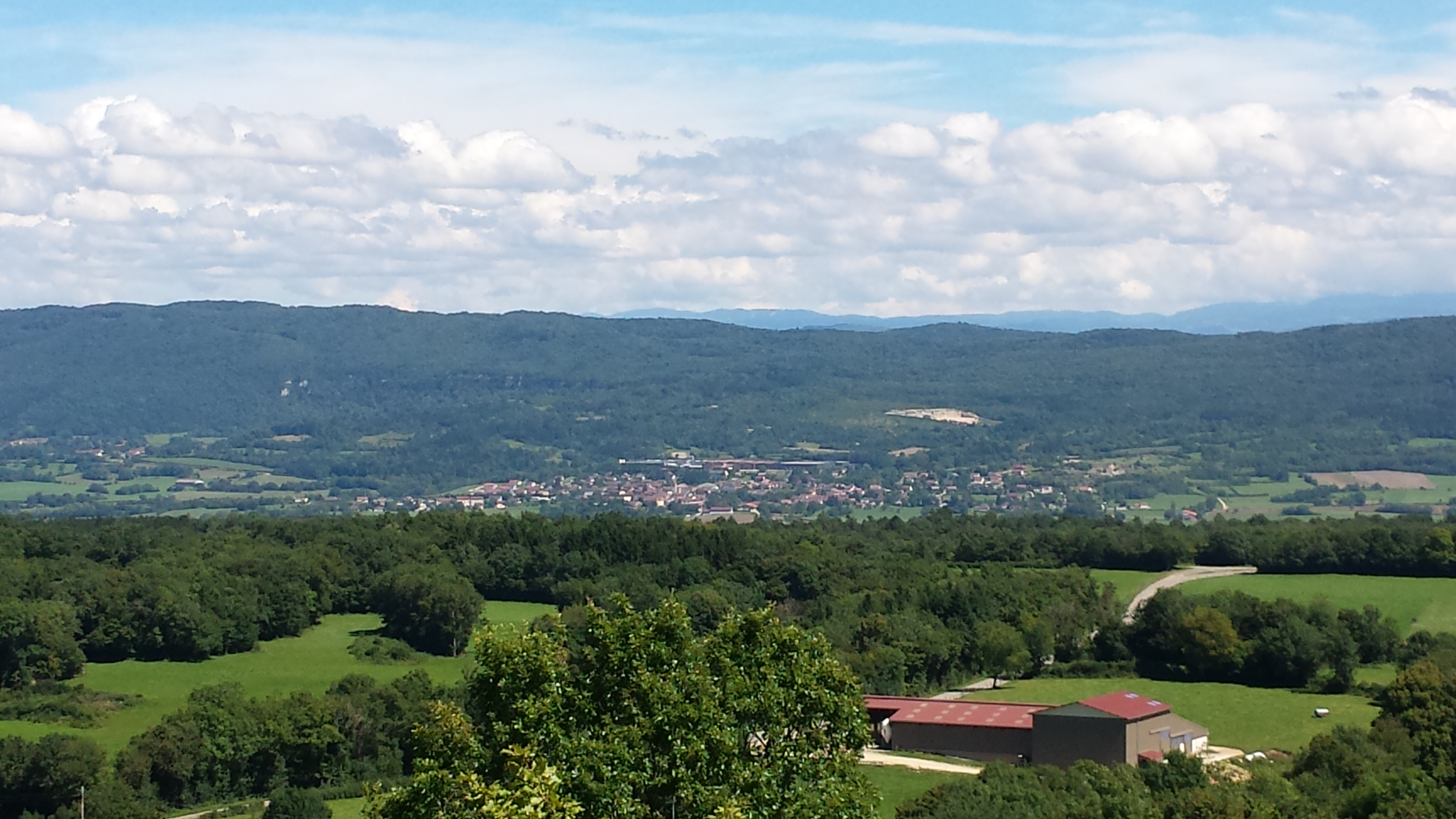
Vue sur Arinthod depuis le plateau de Zamur
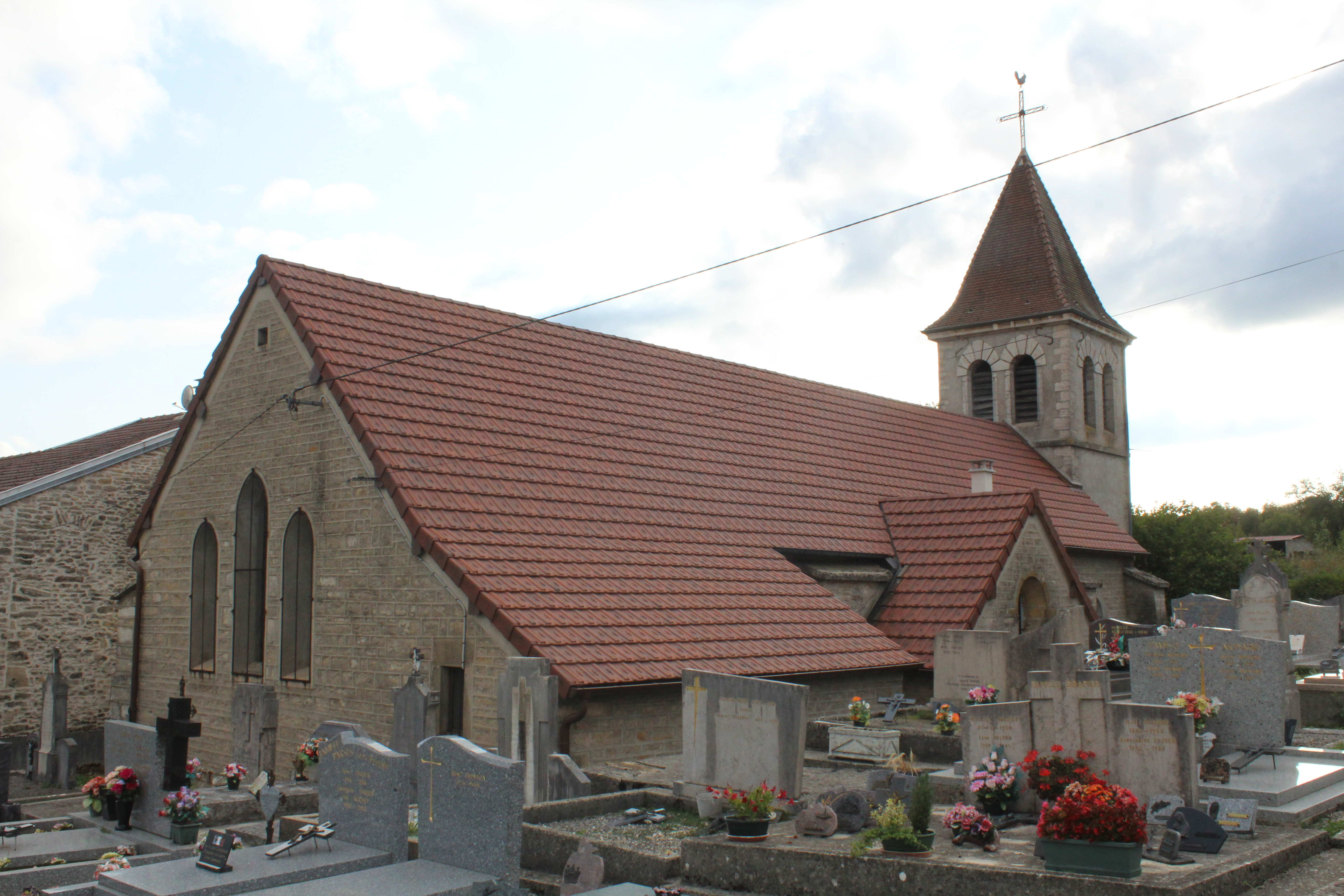
Église Saint-Pierre-ès-Liens.